# Вили ван де Керкхоф
Вилхелмус „Вили“ Антониус ван де Керкхоф (на нидерландски: Wilhelmus Willy Antonius van de Kerkhof) е нидерландски футболист.

## Състезателна кариера
Записва впечатляващите 15 сезона за ПСВ Айндховен с които е шесткратен шампион на Холандия и трикратен носител на националната купа. През сезон 1977 – 78 печели Купата на УЕФА срещу френския Бастия след нулево равенство във Франция, а на реванша в Холандия отбелязва първото попадение за победата с 3:0. Печели и Купата на европейските шампиони за сезон 1987 – 88, но тогава е в залеза на своята кариера и не взима участие на финала. Заедно със своя брат-близнак Рене са част от златното поколение на Холандския нац. отбор и двукратни световни вицешампиони от първенствата в Германия 1974 и Аржентина 1978. Бронзов медалист от Европейското първенство в Югославия 1976 на което отбелязва второто попадение в срещата за 3-то място при победата с 3:2 над състава на домакините. Участва и на Европейското първенство в Италия 1980. Посочен е от Пеле като един от 125-те най-велики живи футболисти в света.

## Успехи
ПСВ Айндховен
- Шампион на Холандия (6): 1975, 1976, 1978, 1986, 1987, 1988
- Купа на Холандия (3): 1974, 1976, 1988
- Купа на европейските шампиони: (1) 1987 – 88
- Купа на УЕФА: (1) 1977 – 78

 Холандия
- Световен вицешампион (2): Германия 1974 и Аржентина 1978
- Бронзов медалист – ЕВРО 76

Индивидуални
- ФИФА 100